# Jessica Rusch
Jessica Rusch, auch unter Jessica Rusch-Schumacher gelistet (* 6. Oktober 1992 in Neumünster), ist eine deutsche Schauspielerin und ehemalige Kinderdarstellerin.

## Werdegang
Im Alter von zwölf Jahren erhielt Jessica Rusch 2004 ihre erste Fernsehrolle bei 4 gegen Z, wo sie von 2004 bis 2006 die Hauptrolle der Karo (Karoline) Lehnhoff verkörperte. An ihrer Seite spielte der Hollywood-Schauspieler Udo Kier. Im Jahre 2015 beendete sie erfolgreich eine Schauspielausbildung an der Freien Schauspielschule Hamburg.

## Filmografie (Auswahl)
- 2005–2006: 4 gegen Z (Fernsehserie, 27 Folgen)
- 2007: Die Rettungsflieger (Fernsehserie, Folge Vertrauensfragen)
- 2009, 2011: Die Pfefferkörner (Fernsehserie, Folgen Gemobbt und Wühltisch-Welpen)
- 2009: Krimi.de (Fernsehserie, Folge Coco unter Verdacht)

## Theater
- 2014: Der Goldene Drache (Freie Schauspielschule Hamburg, Regie: Johannes Kätzler)
- 2015: Benefiz – Jeder rettet einen Afrikaner (Freie Schauspielschule Hamburg, Regie: Johannes Kätzler)